# Tuczno (gmina)
Tuczno est une gmina mixte du powiat de Wałcz, Poméranie occidentale, dans le nord-ouest de la Pologne. Son siège est la ville de Tuczno, qui se situe environ 25 km au sud-ouest de Wałcz et 107 km à l'est de la capitale régionale Szczecin.
La gmina couvre une superficie de 249,9 km2 pour une population de 5 025 habitants en 2016.

## Géographie
Outre la ville de Tuczno, la gmina inclut les villages de Bytyń, Jamienko, Jeziorki, Krępa Krajeńska, Lubiesz, Lubowo, Mączno, Marcinkowice, Martew, Miłogoszcz, Nowa Studnica, Płociczno, Ponikiew, Próchnówko, Rusinowo, Rzeczyca, Strzaliny, Tuczno Drugie, Tuczno Pierwsze, Tuczno Trzecie, Wrzosy, Zdbowo et Złotowo.
La gmina borde les gminy de Człopa, Drawno, Kalisz Pomorski, Mirosławiec et Wałcz.